# 요시카와시
요시카와시(일본어: 吉川市)는 일본 사이타마현 동남부에 있는 시이다. 옛날에는 수운 교통이 발달했으며, 에도 시대에는 막부의 직할령이었다. 메기 요리로 알려져 있다.

## 지리
사이타마현 동남부에 위치하고 도쿄 도심에서 약 20km, 에도강과 나카가와강 사이에 끼어 있는 물과 녹지가 풍부한 곳이다. 또 전체적으로 기복이 적은 평탄한 저지이다.

## 역사
중세 이전부터 벼농사 지대였다. 에도 시대에 들어서면서 천령(막부의 직할령)이 되었고 대소비지 에도와 매우 가깝고 생산지에서 나카가와강의 수운도 발달해 더욱 벼농사가 활발하게 되었다.
요시카와시의 범위는 중세까지는 시모사국에 속했다.
- 1889년 4월 1일 - 기타카쓰시카군에 요시카와촌, 아사히촌, 미와노에촌이 두어졌다.
- 1915년 11월 1일 - 요시카와촌이 정으로 승격해 요시카와정이 되었다.
- 1955년 3월 1일 - 요시카와정, 아사히촌, 미와노에촌이 합병해 요시카와정이 되었다.
- 1996년 4월 1일 - 요시카와정이 시로 승격하였다.

## 교통

### 철도
- 동일본 여객철도 무사시노선

### 도로
- 조반 자동차도
- 국도 제4호선

## 인구
| 연도 | 인구   | ±%      |
| ---- | ------ | ------- |
| 1920 | 12,021 | —       |
| 1930 | 12,348 | +2.7%   |
| 1940 | 13,084 | +6.0%   |
| 1950 | 16,015 | +22.4%  |
| 1960 | 16,300 | +1.8%   |
| 1970 | 18,524 | +13.6%  |
| 1980 | 38,894 | +110.0% |
| 1990 | 48,935 | +25.8%  |
| 2000 | 56,673 | +15.8%  |
| 2010 | 65,298 | +15.2%  |
| 2020 | 71,979 | +10.2%  |